# Cnaeus Pompeius Strabo
Cnæus Pompeius Strabo (mort en 87 av. J.-C.) est un général romain originaire du Picenum (région située entre les Apennins et l’Adriatique, correspondant à l'actuelle région des Marches) et père de Pompée le Grand. Il est élu consul en 89 av. J.-C..

## Histoire
Pendant la guerre sociale, en 89 av. J.-C., Strabo reprit l'armée de Lucius Porcius Cato, mort lors d'une bataille contre les Marses au lac Fucin et il poursuivit la campagne contre les Marses ; il continua aussi le siège de la ville d'Asculum. Les Italiens, pour faire face au général Pompeius Strabo et à ses troupes, levèrent une armée très importante. En effet, les Romains comptaient 60 000 hommes et les Italiens 75 000. Pompeius Strabo battit les Italiens, et la ville d'Asculum capitula en novembre 89 av. J.-C. Les officiers de la ville furent fouettés ou décapités, les civils captifs furent forcés de quitter Asculum sans leurs biens, qui furent vendus et dont le produit de la vente revint à Strabo. Pompedius Silo (chef des Marses) et les rebelles italiens abandonnèrent la capitale de la confédération italique et s'enfuirent vers la ville de Samnium, dans le Sud de l'Italie. Cette victoire romaine brisa la révolte italienne dans le Nord et, le 25 décembre 89 av. J.-C., Pompeius Strabo revint à Rome en triomphe.
À l'expiration de son consulat, Strabo se retira à Picenum avec tous ses soldats vétérans et y resta jusqu'en 87 av. J.-C. ; mais il ne renvoya pas son armée, comme la loi lui en faisait obligation, et lorsque le Sénat, sur ordre de Sylla, envoya le nouveau consul Quintus Pompeius Rufus pour le relever de son commandement, ce dernier fut exécuté par les soldats. Strabo ne s'opposa pas à Sylla lorsque ce dernier marcha sur Rome en 88 av. J.-Chr., mais il vint à l'aide du Sénat pour combattre Marius et Cinna, sans toutefois prendre clairement parti entre Populares et Optimates. Lorsqu’enfin les négociations s’engagèrent entre le Sénat et les Populares, Strabo attaqua la camp de Sertorius, lieutenant de Cinna, au nord de Rome, mais ne put faire la décision.
Il se retrancha alors près de la Porte Colline, mais avec si peu de ravitaillement qu'il contracta, lui et ses hommes, la dysenterie, qui l'emporta en quelques jours, quoique Plutarque indique qu'il serait mort foudroyé. Détesté pour son avarice et sa cruauté, les soldats tirèrent son corps hors du lit funéraire pour le traîner à dos d'âne à travers les rues de Rome et finalement le jeter dans le Tibre. Son fils, Pompée, reprit ses anciennes légions à Picenum, et s'autoproclama général à l'âge de 23 ans.
Il a laissé son nom aux villes d'Alba Pompeia et Laus Pompeia.